# Васьок Трубачов і його товариші (фільм)
«Васьок Трубачов і його товариші» (рос. «Васёк Трубачёв и его товарищи») — російський радянський художній фільм за мотивами першої книги трилогії Валентини Осєєвої «Васьок Трубачов і його товариші» про дружбу трьох шкільних товаришів. Знятий на кіностудії ім. Горького, вийшов на екрани в 1955 р., режисер: Ілля Фрез.

## Сюжет
Хлопці організують боротьбу за відмінну дисципліну в класі, але їх показове чергування зривається після того, як через побоювання бути викликаним до дошки в класі хтось ховає крейду...

## Актори
В фільмі були задіяні відомі актори: Тетяна Пельтцер, Леонід Харитонов, Кирило Лавров, Наталія Ричагова та інші.